# Малый Полом (Удмуртия)
Малый Полом — деревня в Кезском районе Удмуртской республики.

## География
Находится в северо-восточной части Удмуртии на расстоянии приблизительно 18 км на юго-запад по прямой от районного центра поселка Кез.

## История
Известна с 1701 года как починок возле речки Оилтупал с 3 дворами, в 1717 — 4 двора, в 1873 (Полом Малый или Оильтупальской, Оильтупаль, Балчупальской) — 18, в 1905 — 27, в 1924 (уже деревня) — 48. Современное название с 1935 года. До 2021 года входила в состав Поломского сельского поселения.

## Население
Постоянное население составляло 9 человек (1717 год), 69 (1764, все «крещеные отяки»), 165 (1873), 278 (1905), 340 (1924), 100 человек в 2002 году (удмурты 93 %), 38 в 2012.